# Diritti LGBT in Grecia
La legislazione sulle persone lesbiche, gay, bisessuali e transgender (LGBT) in Grecia si è evoluta significativamente negli ultimi anni e ha reso il paese uno dei più liberali dell'Europa meridionale. La discriminazione non è più comune, sebbene le persone LGBT possano ancora affrontare sfide legali e sociali non vissute dai residenti non LGBT.
Le attività sessuali tra persone dello stesso sesso sono legalizzate dal 1951.
Le leggi antidiscriminatorie in materia di occupazione esistono dal 2005. Da allora in poi le leggi antidiscriminazione sono state estese ad altre sfere, tra cui l'identità di genere. La legislazione contro la lotta ai crimini d'odio è una delle più rigide e complete in Europa.
La cultura LGBT è vivace ad Atene e in particolare nel quartiere gay di Gazi, a Salonicco e nelle isole. Mykonos in particolare è conosciuta in tutto il mondo per la sua vivace scena gay. Ci sono quattro sfilate del Gay pride che vengono tenute annualmente, ad Atene, Salonicco, Patrasso e Candia, la capitale dell'isola di Creta. L'"Atene Pride 2015" ha visto una massiccia presenza di partecipanti registrati e la presenza di numerose figure pubbliche tra cui il presidente del Parlamento ellenico e il sindaco di Atene.
Secondo una relazione del 2016 svolta da ILGA-Europe, che valuta i diritti LGBT nei paesi europei, la Grecia è la quinta (tra 49 paesi) in Europa, raggiungendo il miglior incremento (19%) tra i 49 paesi per l'anno 2015.

## Attività sessuale tra persone dello stesso sesso
L'omosessualità maschile è stata decriminalizzata nel 1951, mentre le lesbiche non sono state menzionate o riconosciute nel codice di diritto penale greco. L'articolo 347 del codice ha bandito la prostituzione maschile e prevedeva una maggiore età di consenso di 17 anni per gli atti omosessuali maschili, tuttavia, questa disposizione è stata abolita dall'articolo 68 della legge n. 3456 del 24 dicembre 2015 in modo da equiparare l'età del consenso omosessuale con quella eterosessuale portando anche alla legalizzazione della prostituzione maschile, salvo la legislazione vigente in materia di regolamentazione della prostituzione.

## Tutele per le coppie omosessuali
Il 23 dicembre 2015 è stata approvata (con 193 sì e 56 no) l'unione civile per le coppie dello stesso sesso, permettendo alle famiglie guidate da coppie formate da persone dello stesso sesso di avere molte, ma non tutte, le protezioni legali disponibili per le coppie sposate di sesso opposto.
Nel 15dicembre 2024 disegno di legge "Uguaglianza nel matrimonio civile, modifica del codice civile e altre disposizioni"(matrimonio egualitario) è stato approvato e diventerà legge, dopo due giorni di accese discussioni parlamentari, culminate con il voto per appello nominale conclusosi pochi minuti fa, che ha visto il partito conservatore attualmente al governo, Nuova Democrazia, spaccato in tre, tra voti favorevoli, contrari e astensioni.
• La legge è passata grazie ai voti dell'opposizione, in particolare di Syriza-PS (progressisti). Al voto hanno partecipato 254 deputati, 176 hanno votato sì, 76 contrari,
2 astenuti.

## Leggi sulle discriminazioni
Dal 2005 è stata vietata la discriminazione anti-gay nei luoghi di lavoro. Con il disegno di legge antirazzismo che è stato approvato al parlamento ellenico nel settembre 2014, alla legge si è aggiunta anche la protezione sulla base dell'orientamento sessuale e dell'identità di genere.
Dal 24 dicembre 2015, la Grecia vieta la discriminazione e l'odio basato sull'orientamento sessuale.

## Procedura legale di cambiamento di genere
A partire dal 20 luglio 2016 una persona che vuole cambiare il proprio sesso nei file di sistema del Registro nazionale non è più obbligata ad aver già fatto un'operazione chirurgica di riassegnazione sessuale, questo dopo una decisione della Corte costituzionale di Atene.

## Opinione pubblica
Un sondaggio pubblicato nel dicembre 2006 ha mostrato che il 15% dei greci intervistati sosteneva il matrimonio egualitario mentre solo l'11% si diceva favorevole all'adozione per le coppie omosessuali.
Un sondaggio condotto da DiaNeosis nel dicembre 2016 ha rivelato che il 50% dei greci sosteneva il matrimonio egualitario mentre il 26% si diceva a favore per l'adozione da parte delle coppie formate da persone dello stesso sesso.

## Tabella riassuntiva
| Topic | Topic | Topic | Topic | Topic | Status                                                                           |
| --- | --- | --- | --- | --- | -------------------------------------------------------------------------------- |
| Depenalizzazione delle attività sessuali tra persone dello stesso sesso                                                                                             | Depenalizzazione delle attività sessuali tra persone dello stesso sesso                                                                                             | Depenalizzazione delle attività sessuali tra persone dello stesso sesso                                                                                             | Depenalizzazione delle attività sessuali tra persone dello stesso sesso                                                                                             | Depenalizzazione delle attività sessuali tra persone dello stesso sesso                                                                                             | (l'omosessualità maschile è legale dal 1951, quella femminile lo è sempre stata) |
| Equalizzazione dell'età del consenso | Equalizzazione dell'età del consenso | Equalizzazione dell'età del consenso | Equalizzazione dell'età del consenso | Equalizzazione dell'età del consenso | (dal 2015)                                                                       |
| Leggi anti discriminazione nei luoghi di lavoro | Leggi anti discriminazione nei luoghi di lavoro | Leggi anti discriminazione nei luoghi di lavoro | Leggi anti discriminazione nei luoghi di lavoro | Leggi anti discriminazione nei luoghi di lavoro | (dal 2005)                                                                       |
| Leggi antidiscriminatorie nell'uso di beni e servizi | Leggi antidiscriminatorie nell'uso di beni e servizi | Leggi antidiscriminatorie nell'uso di beni e servizi | Leggi antidiscriminatorie nell'uso di beni e servizi | Leggi antidiscriminatorie nell'uso di beni e servizi | (dal 2014)                                                                       |
| Legislazione antidiscriminatoria in tutte le altre aree (inclusa da discriminazione indiretta e i discorsi e crimini d'odio)                                        | Legislazione antidiscriminatoria in tutte le altre aree (inclusa da discriminazione indiretta e i discorsi e crimini d'odio)                                        | Legislazione antidiscriminatoria in tutte le altre aree (inclusa da discriminazione indiretta e i discorsi e crimini d'odio)                                        | Legislazione antidiscriminatoria in tutte le altre aree (inclusa da discriminazione indiretta e i discorsi e crimini d'odio)                                        | Legislazione antidiscriminatoria in tutte le altre aree (inclusa da discriminazione indiretta e i discorsi e crimini d'odio)                                        | (dal 2014)                                                                       |
| La legislazione antidiscriminatoria copre anche l'identità di genere in tutte le aree                                                                               | La legislazione antidiscriminatoria copre anche l'identità di genere in tutte le aree                                                                               | La legislazione antidiscriminatoria copre anche l'identità di genere in tutte le aree                                                                               | La legislazione antidiscriminatoria copre anche l'identità di genere in tutte le aree                                                                               | La legislazione antidiscriminatoria copre anche l'identità di genere in tutte le aree                                                                               | (dal 2014)                                                                       |
| La discriminazione e i crimini di odio basati sulle caratteristiche sessuali sono vietati                                                                           | La discriminazione e i crimini di odio basati sulle caratteristiche sessuali sono vietati                                                                           | La discriminazione e i crimini di odio basati sulle caratteristiche sessuali sono vietati                                                                           | La discriminazione e i crimini di odio basati sulle caratteristiche sessuali sono vietati                                                                           | La discriminazione e i crimini di odio basati sulle caratteristiche sessuali sono vietati                                                                           | (dal 2015)                                                                       |
| Riconoscimento in unione civile (accordo di convivenza) per le coppie dello stesso sesso                                                                            | Riconoscimento in unione civile (accordo di convivenza) per le coppie dello stesso sesso                                                                            | Riconoscimento in unione civile (accordo di convivenza) per le coppie dello stesso sesso                                                                            | Riconoscimento in unione civile (accordo di convivenza) per le coppie dello stesso sesso                                                                            | Riconoscimento in unione civile (accordo di convivenza) per le coppie dello stesso sesso                                                                            | (dal 2015)                                                                       |
| Riconoscimento del matrimonio tra persone dello stesso sesso | Riconoscimento del matrimonio tra persone dello stesso sesso | Riconoscimento del matrimonio tra persone dello stesso sesso | Riconoscimento del matrimonio tra persone dello stesso sesso | Riconoscimento del matrimonio tra persone dello stesso sesso | (dal 2024)                                                                       |
| Diritto di poter cambiare genere legale senza dover porre fine al matrimonio                                                                                        | Diritto di poter cambiare genere legale senza dover porre fine al matrimonio                                                                                        | Diritto di poter cambiare genere legale senza dover porre fine al matrimonio                                                                                        | Diritto di poter cambiare genere legale senza dover porre fine al matrimonio                                                                                        | Diritto di poter cambiare genere legale senza dover porre fine al matrimonio                                                                                        | (dal 2024)                                                                       |
| Adozione da parte di coppie dello stesso sesso | Adozione da parte di coppie dello stesso sesso | Adozione da parte di coppie dello stesso sesso | Adozione da parte di coppie dello stesso sesso | Adozione da parte di coppie dello stesso sesso | (dal 2024)                                                                       |
| Adozione del figlio del partner (stepchild adoption) per le coppie dello stesso sesso                                                                               | Adozione del figlio del partner (stepchild adoption) per le coppie dello stesso sesso                                                                               | Adozione del figlio del partner (stepchild adoption) per le coppie dello stesso sesso                                                                               | Adozione del figlio del partner (stepchild adoption) per le coppie dello stesso sesso                                                                               | Adozione del figlio del partner (stepchild adoption) per le coppie dello stesso sesso                                                                               | (dal 2024)                                                                       |
| Adozione per i single omosessuali | Adozione per i single omosessuali | Adozione per i single omosessuali | Adozione per i single omosessuali | Adozione per i single omosessuali | (dal 1996)                                                                       |
| Accesso alla fecondazione in vitro (IVF) per le coppie lesbiche | Accesso alla fecondazione in vitro (IVF) per le coppie lesbiche | Accesso alla fecondazione in vitro (IVF) per le coppie lesbiche | Accesso alla fecondazione in vitro (IVF) per le coppie lesbiche | Accesso alla fecondazione in vitro (IVF) per le coppie lesbiche | No                                                                               |
| Maternità surrogata per le coppie gay | Maternità surrogata per le coppie gay | Maternità surrogata per le coppie gay | Maternità surrogata per le coppie gay | Maternità surrogata per le coppie gay | No                                                                               |
| Possibilità per gay e lesbiche di servire apertamente nelle forze armate (anche se i problemi psico-sessuali possono essere utilizzati per evitare il servizio)     | Possibilità per gay e lesbiche di servire apertamente nelle forze armate (anche se i problemi psico-sessuali possono essere utilizzati per evitare il servizio)     | Possibilità per gay e lesbiche di servire apertamente nelle forze armate (anche se i problemi psico-sessuali possono essere utilizzati per evitare il servizio)     | Possibilità per gay e lesbiche di servire apertamente nelle forze armate (anche se i problemi psico-sessuali possono essere utilizzati per evitare il servizio)     | Possibilità per gay e lesbiche di servire apertamente nelle forze armate (anche se i problemi psico-sessuali possono essere utilizzati per evitare il servizio)     | (dal 2002)                                                                       |
| Proibizione legale della terapia di conversione | Proibizione legale della terapia di conversione | Proibizione legale della terapia di conversione | Proibizione legale della terapia di conversione | Proibizione legale della terapia di conversione | (dal 2012)                                                                       |
| Diritto di cambiare legalmente genere sessuale (Sterilizzazione forzata non richiesta per la modifica del genere giuridico sin dal 2016 per sentenza del tribunale) | Diritto di cambiare legalmente genere sessuale (Sterilizzazione forzata non richiesta per la modifica del genere giuridico sin dal 2016 per sentenza del tribunale) | Diritto di cambiare legalmente genere sessuale (Sterilizzazione forzata non richiesta per la modifica del genere giuridico sin dal 2016 per sentenza del tribunale) | Diritto di cambiare legalmente genere sessuale (Sterilizzazione forzata non richiesta per la modifica del genere giuridico sin dal 2016 per sentenza del tribunale) | Diritto di cambiare legalmente genere sessuale (Sterilizzazione forzata non richiesta per la modifica del genere giuridico sin dal 2016 per sentenza del tribunale) | (dal 2010)                                                                       |
| Opzione di un "Terzo genere" nei certificati di nascita | Opzione di un "Terzo genere" nei certificati di nascita | Opzione di un "Terzo genere" nei certificati di nascita | Opzione di un "Terzo genere" nei certificati di nascita | Opzione di un "Terzo genere" nei certificati di nascita | (pendente)                                                                       |
| Minori intersessuali protetti dagli interventi chirurgici invasivi                                                                                                  | Minori intersessuali protetti dagli interventi chirurgici invasivi                                                                                                  | Minori intersessuali protetti dagli interventi chirurgici invasivi                                                                                                  | Minori intersessuali protetti dagli interventi chirurgici invasivi                                                                                                  | Minori intersessuali protetti dagli interventi chirurgici invasivi                                                                                                  | (dal 2022)                                                                       |
| Donazione del sangue da parte degli uomini che hanno rapporti sessuali con altri uomini (MSM)                                                                       | Donazione del sangue da parte degli uomini che hanno rapporti sessuali con altri uomini (MSM)                                                                       | Donazione del sangue da parte degli uomini che hanno rapporti sessuali con altri uomini (MSM)                                                                       | Donazione del sangue da parte degli uomini che hanno rapporti sessuali con altri uomini (MSM)                                                                       | Donazione del sangue da parte degli uomini che hanno rapporti sessuali con altri uomini (MSM)                                                                       | Si                                                                               |